# Requiem (Verdi)
A Messa da Requiem Giuseppe Verdi 1874-re elkészült gyászmiséje, amelynek elkészülte Gioachino Rossini, de végső soron Alessandro Manzoni halálához kötődik. Nagy sikerű bemutatója 1874-ben volt Milánóban.

## A mű születése
Amikor 1868 novemberében elhunyt a Verdi által nagyon tisztelt Gioachino Rossini, arra gondolt, hogy a nagy operaszerzőről gyászmisével kellene megemlékezni. Elképzelése szerint a rekviem egyes tételeit más-más zeneszerző komponálta volna meg, ráadásul ellenszolgáltatás nélkül. Maga megírta a zenemű utolsó tételét, a Liberát, de a nagy összefogásból a komponisták közötti féltékenység, illetve a közömbösség miatt nem lett semmi. Két év múlva egyik barátja rábeszélésére újra foglalkozni kezdett a darabbal, de a végső lökést Alessandro Manzoni, az olasz romantika egyik legnagyobb költőjének, a Risorgimento egyik vezéralakjának a halála adta meg számára (emiatt sokáig Manzoni-Requiemnek is nevezték a művet). Egy év alatt megírta a mű további tételeit is, és a bemutatóra 1874. május 22-én, Manzoni halálának első évfordulója alkalmából került sor a milánói San Marco székesegyházban, Verdi vezényletével, hatalmas sikerrel. A négy szólista Teresa Stolz (szoprán), Maria Waldmann (mezzoszoprán), Giuseppe Capponi (tenor) és Ormondo Maini (basszus) volt. A darabot három nap múlva, május 25-én a milánói Scalában is bemutatták, ugyanazzal a közreműködői gárdával. És ugyanennek a közreműködői „staggionénak” a közreműködésével a Requiem olaszországi bemutatóit gyors európai méretű sikersorozat követte. Ennek a körútnak a keretében szó volt arról, hogy Budapestre is ellátogat a társulat, ám ez végül időpont-egyeztetési problémák miatt nem valósult meg, de a művet a Nemzeti Színházban Erkel Sándor vezényletével ekkorra már bemutatták.

## ARequiemfelépítése
A gyászmise hét tételből áll, de az utolsó ítéletről szóló Dies irae hagyományosan kilenc altételre oszlik.
1. Requiem és Kyrie: A mélyvonósok szólamával, majd a kórus halk dallamaival kezdődik a mű; egyszerűségében megkapó, emelkedettségében megrendítő kezdet idézi fel a gyászszertartás hangulatát. A középrészben a cappella kórusszakasz hangzik fel (Te decet hymnus), majd ezután visszatér a kezdet zenei anyaga. Ezt követi a tenor bemutatásában a Kyrie eleison, egy operai hangvételű könyörgő fohász. A négy szólista egymás után kapcsolódik be, majd a kórus is belép, és a csúcsponton, illetve a lecsendesülő lezárásában válik a Kyrie valódi könyörgéssé.
2. Dies irae
  1. Dies irae: A „harag napja” tétel félelmetes égzengés-földrengés megjelenítésével indul, a zenekar szinte tombol, a kórus kétségbeesett felkiáltásokat hallat, a szöveg az utolsó ítéletről szól. Dallamosság csak a tételszakasz második felében bontakozik ki, a végén a kórus halk hangon suttogja: Quantus tremor est futurus. A tétel jellegzetes kezdő kórusrészletének zenei anyaga többször is visszatér a mű folyamán.
  2. Tuba mirum: Az utolsó ítélet harsonaszavát Verdi előírása szerint a tér különböző pontjain megszólaló trombiták idézik fel. A később hirtelen támadt nagy szünetből, a csöndből bontakozik ki a basszus szóló éneke, a Mors stupebit et natura (Bámul természet és halál) zenei anyaga, amelyben mintegy a Halál is megdöbben az utolsó ítélet napján.
  3. Liber scriptus: Mezzoszoprán-ária, szövegillusztráló hatású dallammal: a könyv megnyílik, és semmi nem marad megbosszulatlan. A szakasz végén, az áriához kapcsolva, Verdi felidézi a Dies irae zenéjét.
  4. Quid sum miser: („Én szegény mit tegyek”) Színgazdag anyagú, szólisztikusan megszólaló fafúvósok vezetik be és kísérik a szoprán-mezzoszoprán-tenor tercettet, amelyben először találkozhatunk a valódi alázat és könyörgés hangjával. A tételszakasz végére a szólisták mindegyike egyedül marad, mintegy érzékeltetve a reményvesztettséget, a kétségbeesettséget.
  5. Rex tremendae: Ennek a szakasznak az anyagát a teljes apparátus szólaltatja meg, ami a drámai kifejezés, a „rettenetes fejedelemhez” szóló invokáció szolgálatában áll. A pianissimóba hajló befejező részben a tenor kórus könyörgő dallama (Salva me…, „Ments meg…”) ismétlődik.
  6. Recordare (Kérlek téged…): Jézushoz szóló könyörgés, szoprán-mezzoszoprán duett, bensőségesen áradó, tagadhatatlanul „operás” rész.
  7. Ingemisco: Lírai tenorária, a szövege – ami csillogó hangszereléssel megvalósított tiszta harmóniákra épül – immár hangot ad a reménynek is.
  8. Confutatis: Könyörgő basszusária, a szöveg gondolati kettősségének, azaz az elkárhozásnak és az üdvözülésnek megfelelő duális zenei világgal. A tételszakasz végén döbbenetes drámaisággal, erőteljes fortissimóval, minden előzmény nélkül tér vissza a Dies irae.
  9. Lacrimosa Gyönyörű, széles ívű melódián alapuló altétel, amelyben ismét operai jellegre ismerhetünk rá: mint egyfajta operai fináléegyüttes zárja le a Dies irae tétel látomássorozatát. Kezdő dallamát Verdi eredetileg a Don Carlosba szánta, de még a bemutató előtt törölte a partitúrából.
3. Offertorium: A könyörgést és felajánlást a négy szólista az elhunytak lelki üdvéért énekli. A tétel felépítése a hídforma (A-B-C-B-A). Hangszerelési különlegességeként a kezdőtémát a hegedűk amolyan „üveghangokon” szólaltatják meg. Ilyen, az éteri magasságban megszólaltatott „mennyei harmóniák” többször is hallhatók a tétel további részeiben.
4. Sanctus és Benedictus: Dicsőítő kórustétel, trombitafanfárok és kórusfelkiáltások után lendületes kettősfúga hangzik fel a két részre osztott énekkar előadásában.
5. Agnus dei: Variációs tétel, amelyben a gregorián jellegű alaptémát a szoprán és a mezzoszoprán szóló mutatja be – eleinte minden hangszerkíséret nélkül. A tétel során a témának dúr és moll variánsai hangzanak fel, változatos zenekari kísérettel.
6. Lux aeterna: A tétel a nyitótétel komor hangulatát idézi fel egy rövid tercettben, a mezzoszoprán, a tenor és a basszus szólista előadásában. A tercett kétszer is zenekari kíséret nélkül hangzik fel.
7. Libera me: Ez a tétel készült el elsőnek, és ez a Requiem legterjedelmesebb tétele. Három nagyobb szakaszra oszlik. Az első a szoprán szóló kíséret nélküli recitativójával kezdődik, amit a kórus is átvesz, majd a szólista énekli az utolsó könyörgést. A második rész a Dies irae visszatérése. A harmadik részben ismét a szoprán recitativója hangzik fel, majd a zárórész következik: egy monumentális kettősfúga. A tetőpont után elcsendesülés, befelé fordulás következik, amelynek a végén a szoprán suttogja el: „Libera me, Domine, de morte aeterna, in die illa tremenda”.

## A zene
Az idősödő, operaszerzőként számon tartott Verdi hatvanévesen azzal lepte meg kortársait, hogy hangszeres darabot írt: 1873-ban komponálta meg e-moll vonósnégyesét, egy évre rá pedig szintén nem opera, hanem egy gyászmise, a Messa da Requiem került ki műhelyéből. Verdi, a vérbeli operakomponista azonban nem tudta meghazudtolni magát, új műve is több tekintetben operaszerű hangzást mutat, „operás” dallamokat tartalmaz, mi több: egyik tételének, a Lacrimosának a kezdődallama ténylegesen egyik operájából származik (bár ott valójában nem használta fel). Verdi – a liturgikus szempontoktól eltekintve – személyes, emberi drámát kívánt megformálni, olyan művet kívánt megalkotni, amelynek a középpontjában az egyén élményvilága áll. Közvetlen, magával ragadó, operás kifejezésmódra, közérthető dallamosságra törekedett. Részben ennek is köszönhető a Requiem máig tartó népszerűsége. Az operai jellegzetességek mellett (egyes bírálók egyenesen „liturgikus szövegre írt operának” tartották) azonban nem szabad megfeledkezni Verdi művének a katolikus egyházzene hagyományaiban gyökerezett elemeiről, mint például a középkori eredetű gregorián dallamról az Agnus Dei tételben, a késő reneszánsz kori vokálpolifóniáról a Requiem aeternam tételben, vagy a Benedictus és a Libera hatalmas karfúgáiról. Mindent összevetve a Requiem monumentális egyházzenei alkotás, ami azonban nem pusztán szolgálja a liturgiát, hanem – akárcsak Bach h-moll miséje, Beethoven Missa Solemnise, vagy Mozart Requiemje – túlnő a szertartás keretein, ezért a kezdetektől inkább vagy főként koncertdarabként adják elő, bár előfordul liturgikus keretben is.
A Requiem szoprán-, mezzoszoprán-, tenor- és basszus szólóra, vegyeskarra és zenekarra íródott. A hangszerelés: piccolo, három fuvola, két oboa, két klarinét, négy fagott, négy kürt, nyolc trombita, három harsona, ophikleid (helyette általában tuba), üstdob, nagydob, vonósok.
A mű előadása általában 85–90 percig tart.
A Requiem Agnus Dei tételéből Liszt Ferenc zongoraátiratot készített (S. 437).

## A szöveg
| REQUIEM ÉS KYRIE | |
| Requiem aeternam dona eis Domine: et lux perpetua luceat eis. Te decet hymnus in Sion, et tibi reddetur votum in Jerusalem: exaudi orationem meam, ad te omnis caro veniet. Requiem aeternam dona eis Domine: et lux perpetua luceat eis. Kyrie eleison. Christe eleison. Kyrie eleison. | Adj, Uram, örök nyugodalmat nekik, és az örök világosság fényeskedjék nekik. Téged illet, Uram, minden ének a szent hegyen, téged illet a szent városban az áldozat. Hallgasd meg könyörgésemet: hozzád tér meg minden ember. Adj, Uram, örök nyugodalmat nekik, és az örök világosság fényeskedjék nekik. Uram, irgalmazz! Krisztus, kegyelmezz! Uram, irgalmazz! |
| DIES IRAE | |
| Dies irae, dies illa Solvet saeclum in favilla, Teste David cum Sybilla. Quantus tremor est futurus Quando iudex est venturus, Cuncta stricte discussurus. Tuba mirum spargens sonum Per sepulchra regionum, Coget omnes ante thronum. Mors stupebit et natura Cum resurget creatura Judicanti responsura. Liber scriptus proferetur, In quo totum continetur, Unde mundus iudicetur. Iudex ergo cum sedebit, Quidquid latet, apparebit, Nil inultum remanebit. Quid sum miser tunc dicturus Quem patronus rogaturus, Cum vix iustus sit securus? Rex tremendae majestatis, Qui salvandos salvas gratis, Salva me, fons pietatis. Recordare, Jesu pie! Quod sum causa tuae viae. Ne me perdas illa die. Quaerens me, sedisti lassus, Redemisti crusem passus, Tantus labor non sit cassus! Iuste iudex ultionis! Donum fac remissionis Ante diem rationis. Ingemisco tamquam reus Culpa rubet vultus meus, Supplicanti parce, Deus! Qui Mariam absolvisti, Et latronem exaudisti Mihi quoque spem dedisti. Preces meae non sunt digna Sed tu bonus fac benigne, Ne perenni cremer igne! Inter oves locum praesta, Et ab hoedis me sequestra, Statuens in parte dextra. Confutatis maledictis, Flammis acribus addictis, Voca me cum benedictis. Oro supplex et acclinis, Cor contritum, quasi cinis, Gere curam mei finis. Lacrimosa dies illa, Qua resurget ex favilla, Judicandus homo reus. Huic ergo parce Deus, Pie Jesu Domine! Dona eis requiem | Ama végső harag napja A világot tűznek adja, Dávid így s Szibilla hagyja Reszket akkor holt meg élő, Ha megjön a nagy ítélő, Mindeneket lattal mérő Csodakürtök zengenek meg Sírok éjén átremegnek Ítéletre, mindeneknek Csodájára a halálnak Aki rég por, talpra támad Számot adni bírájának. Kézzel írt könyv nyílik ottan: Világ terhe, minden ott van, Ítéletre felrovottan. Bíró majd ha széket ül ott, Minden rejtek felderül ott, Zsoldot bűn el nem kerül ott. Én szegény ott mit beszéljek, Pártfogómul kit reméljek, Hol a szent is alig él meg? Rettenetes Fejedelem, Kinél ingyen a kegyelem: Örök Jóság, légy jó velem! Kegyes Jázus, kérlek téged: Értem álltál emberséget, Ne adj érnem gonosz véget. Munkád, könnyed értem vesztek Ennyi kínod, szent kereszted, Ne maradjon céljavesztett Bírája a bosszulásnak Add kegyelmét tisztulásnak Míg itt nincs a számadásnap Reszket szívem, sóhajtozván Vétkemtől vet lángot orcám Légy kegyelmes, Uram, hozzám Magdolnához lehajoltál a latorhoz kegyes voltál Énbelém is reményt oltál. Méltó imát nem tud ajkam Te könyörülj, Jóság, rajtam Ne veszíts el örök jajban Báránykáid közé végy föl, Válassz el a gödölyéktől, Jobbra állass ama széktől Ha a rosszak zavarodnak Fojtó lángok kavarognak Akkor engem hívj áldottnak Térden kérlek, ernyedetten, Sír a lelkem megtörötten Ott, a végnél, állj mellettem! Könnyel árad ama nagy nap Hamvukból ha föltámadnak A bűnösök s számot adnak Uram, nekik adj jó véget, Kegyes Jézus, kérünk téged, Add meg nekik békességed. |
| OFFERTORIUM | |
| Domine Jesu Christe, Rex gloriae libera animas omnium fidelium defunctorum de poenis inferni et de profundo lacu: libera eos de ore leonis, ne absorbeat eas tartarus, ne cadant in obscurum: sed signifer Sanctus Michael repraesentet eas in lucem sanctam. Quam olim Abrahae promisisti, et semini ejus. Hostias et preces tibi Domine laudis offerimus: tu suscipe pro animabus illis, quarum hodie memoriam facimus: fac eas, Domine de morte transire ad vitam. Quam olim Abrahae promisisti, et semini ejus. | Urunk Jézus, mennyei dicsőség királya: védd meg minden meghalt hívő lelkét a pokol büntetésétől, és szabadítsd ki őket a tisztítóhely kínjaiból. Oltalmazd meg őket a pokol hatalmától ne nyelje el őket a pusztulás, ne zuhanjanak bele az örök sötétségbe, Szent Mihály, az égi seregek vezére, vezesse el őket a világosság országába, amelyet egykor Ábrahámnak és választottaidnak megígértél. Urunk: dicséretedre bemutatjuk az áldozatot, fölajánljuk könyörgésünket Fogadd el azokért a lelkekért, akikről ma megemlékezünk. Vezesd el őket a halálból az életbe, amelyet egykor Ábrahámnak és választottaidnak megígértél. |
| SANCTUS ÉS BENEDICTUS | |
| Sanctus, Sanctus, Sanctus Dominus Deus Sabaoth. Pleni sunt coeli et terra gloria tua. Osanna in excelsis. Benedictus, qui venit in nomine Domini Osanna in excelsis! | Szent vagy, szent vagy, szent vagy mindenség Ura, Istene. Dicsőséged betölti a mennyet és a földet. Hozsanna a magasságban Áldott, aki jön az Úr nevében Hozsanna a magasságban. |
| AGNUS DEI | |
| Agnus Dei, qui tollis peccata mundi: dona eis requiem. Agnus Dei, qui tollis peccata mundi: dona eis requiem sempiternam! | Isten Báránya! Te elveszed a világ bűneit: Adj nekik nyugodalmat Isten Báránya! Te elveszed a világ bűneit: Adj nekik örök nyugodalmat |
| LUX AETERNA | |
| Lux aeterna luceat eis, Domine: Cum sanctis tuis in aeternum. quia pius es. Requiem aeternam dona eis, Domine et lux perpetua luceat eis, Domine. Cum sanctis tuis in aeternum, quia pius es. | Az örök világosság fényeskedjék nekik: szentjeid körében, Uram, mindörökre, mert jóságos vagy. Adj, Uram, örök nyugodalmat nekik, és az örök világosság fényeskedjék nekik: szentjeid körében, Uram, mindörökre, mert jóságos vagy. |
| LIBERA ME | |
| Libera me, Domine de morte aeterna, in die illa tremenda: Quando caeli movendi sunt et terra: Dum veneris judicare saeculum per ignem. Tremens factus sum ego et timeo, dum discussio veherit atque ventura ira. Quando caeli movendi sunt et terra. Dies illa dies irae calamitatis et miseriae, dies magna et amara valde Dum veneris judicare saeculum per ignem. Requiem aeternam dona eis Domine: et lux perpetua luceat eis. | Ments meg engem Uram, az örök haláltól, Ama rettenetes napon minden bajtól, Midőn az ég és föld meg fognak indulni, S eljössz a világot lángokban ítélni. Reszket minden tagom, borzadok és félek, Félek a naptól, mely vizsgálni fog s dúlni, Midőn az ég és föld meg fognak indulni. Haragnak napja az, ínség s veszély napja, Nagy nap, mely a bűnöst gyötrelemnek adja, Eljössz a világot lángokban ítélni. Örök nyugodalmat adj, ó Uram nekik, s örök világosság fényeskedjék nekik. |